# Shinyo (tàu sân bay Nhật)
Shinyo (tiếng Nhật: 神鷹; phiên âm Hán-Việt: Thần ưng) là một tàu sân bay hộ tống được Hải quân Đế quốc Nhật Bản đưa ra hoạt động trong Chiến tranh Thế giới thứ hai. Nó nguyên là chiếc tàu biển chở hành khách Scharnhorst của Đức, bị mắc kẹt lại cảng Kure sau khi Thế Chiến II nổ ra tại châu Âu loại trừ mọi khả năng quay trở về Đức. Hải quân Nhật đã mua lại chiếc Scharnhorst, cải biến nó thành một tàu sân bay, và đặt tên là Shinyo.

## Cải biến
Chiếc tàu ban đầu được dự định hoạt động như một tàu chở quân lính, nhưng sau thất bại của Nhật Bản trong trận Midway, được cải tạo thành một tàu sân bay hộ tống. Công việc cải biến Sharnhorst được bắt đầu từ tháng 9 năm 1942. Thép tấm tháo ra từ lườn chiếc thiết giáp hạm thứ tư thuộc lớp Yamato đang đóng dang dở và bị hủy bỏ được sử dụng cho quá trình cải biến. Thiết kế của Scharnhorst cũng tương tự như những chiếc tàu biển chở hành khách Nhật Bản thuộc lớp Nitta Maru, vốn cũng được cải biến thành lớp tàu sân bay hộ tống Taiyō, nên việc cải tạo nó cũng đi theo trình tự tương đương. Những khác biệt chính là Shinyo giữ lại động cơ nguyên thủy, và được bổ sung thêm các chỗ lồi bên ngoài để tăng cường độ ổn định. Shinyo được trang bị hai thang nâng máy bay và một sàn chứa máy bay, cho phép nó hoạt động với 27 máy bay cùng 6 khung máy bay dự trữ.

### Vũ khí
Shinyo được trang bị bốn tháp pháo nòng đôi 127 mm "Kiểu 89" và mười tháp súng ba nòng phòng không 25 mm tổng cộng là 30 khẩu, con số này được tăng lên đến 50 khẩu sau một đợt nâng cấp vào tháng 7 năm 1944.

## Lịch sử hoạt động
Shinyo được đưa vào hoạt động tháng 12 năm 1943, và bắt đầu từ tháng 7 năm 1944, nó bắt đầu hộ tống các đoàn tàu vận tải. Trong một chuyến đi hộ tống hướng đến Singapore vào tháng 11 năm 1944, Shinyo bị tàu ngầm Mỹ Spadefish tấn công và đánh chìm. Hầm chứa nhiên liệu của Shinyo vốn chỉ có vỏ giáp yếu kém bị nổ tung, phát sinh một đám cháy dữ dội phá hủy con tàu và giết chết hầu hết thủy thủ đoàn.